# 필라코보

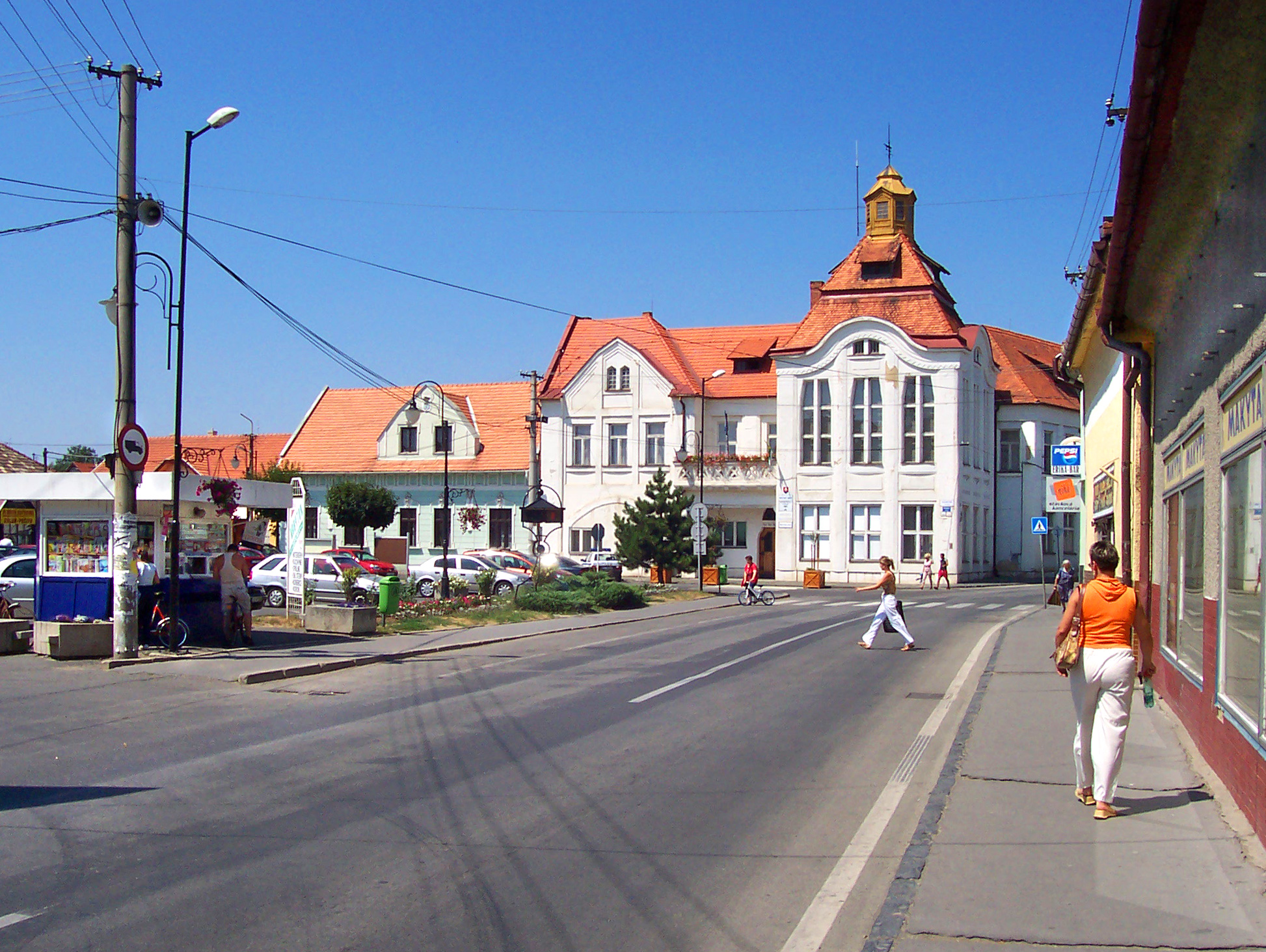
필라코보

필라코보(슬로바키아어: Fiľakovo, 헝가리어: Fülek 퓔레크[*], 독일어: Fülleck 퓔레크[*], 튀르키예어: Filek 필레크[*])는 슬로바키아 중남부 반스카비스트리차 주에 위치한 도시로 면적은 16.18km2, 높이는 198m, 인구는 10,695명(2014년 기준), 인구 밀도는 661명/km2이다. 헝가리 셜고터랸에서 약 20km, 반스카비스트리차에서 약 85km, 코시체에서 약 150km, 브라티슬라바에서 약 220km 정도 떨어진 곳에 위치한다.

시 문장